# Windlesham
Windlesham – wieś w Anglii, w hrabstwie Surrey, w dystrykcie Surrey Heath. Leży 41 km na południowy zachód od centrum Londynu. Miejscowość liczy 4376 mieszkańców.